# Novaci (okręg rasiński)
Novaci (cyr. Новаци) – wieś w Serbii, w okręgu rasińskim, w gminie Aleksandrovac. W 2011 roku liczyła 353 mieszkańców.